# (7252) Kakegawa
(7252) Kakegawa ist ein Asteroid des Hauptgürtels, der am 21. Oktober 1992 vom japanischen Astronomen der Takeshi Urata am Nihondaira-Observatorium (IAU-Code 385) in der Präfektur Shizuoka auf der Insel Honshū entdeckt wurde.
Der Asteroid wurde am 2. Februar 1999 nach der japanischen Stadt Kakegawa in der Präfektur Shizuoka benannt, die in der Edo-Zeit eine Poststation (宿場町 Shukuba-machi) der Tōkaidō war und in der 1497 die Burg Kakegawa erbaut wurde.